# Goupil & Cie

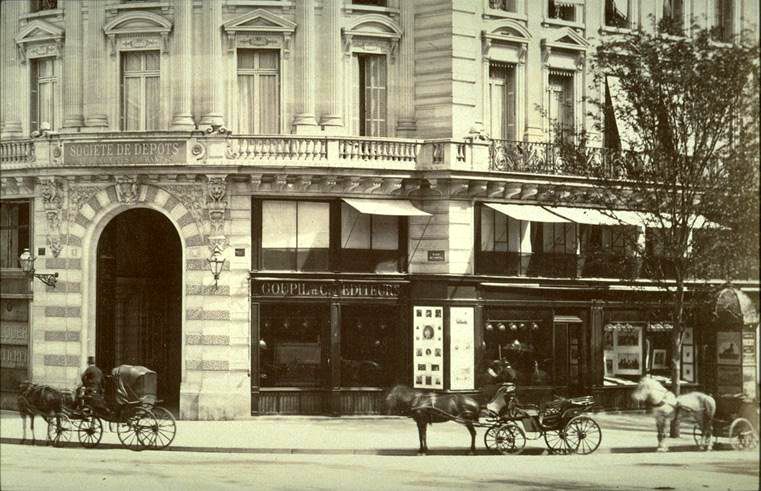
Galerie Goupil, place de l'Opéra, à Paris (ancienne photographie, n. d.).

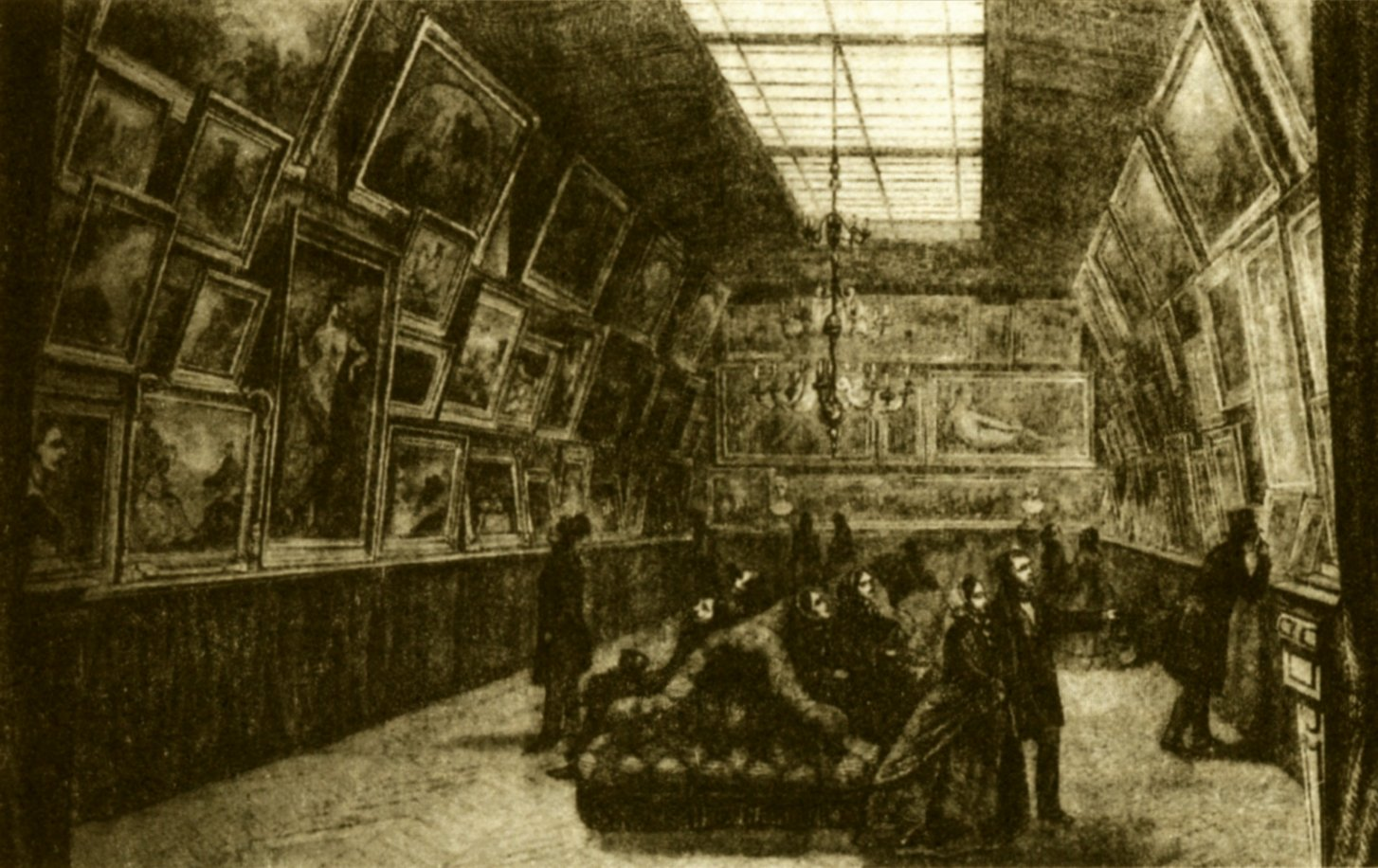
La Galerie Goupil de la rue Chaptal, d'après Alfred Guesdon, paru dans L'Illustration, 10 mars 1860.

Maison Goupil devenue Goupil & Cie, est un marchand d'art et éditeur français dont le siège se trouvait à Paris. 
En 1850, la société établit un commerce mondial de reproductions de peintures et de sculptures à travers un réseau de succursales et d'agents implantés à Londres, Bruxelles, La Haye, Berlin et Vienne, ainsi qu'à New York et en Australie. 
La figure principale était Adolphe Goupil (1806-1893), dont la fille Marie a épousé l'artiste français Jean-Léon Gérôme. Les Ateliers photographiques d'Asnières, une usine située au nord de Paris lancée en 1869 par Michel Manzi, ont joué un rôle déterminant dans cette expansion.

## Histoire

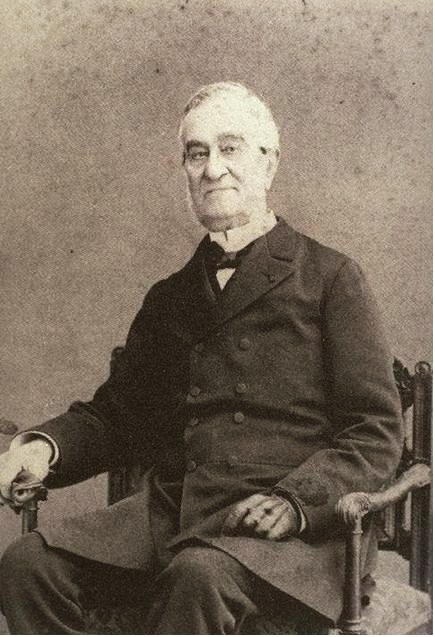
Adolphe Goupil avant 1893 (Musée Goupil - Conservatoire de l'image industrielle).

### Les origines
La maison Adolphe Goupil est d'abord fondée en 1827, puis en collectif avec Henry Rittner en 1829,, quand l'éditeur Adolphe Goupil, descendant de la célèbre famille de peintres Drouais[réf. incomplète], et le marchand d'estampes Henry Rittner se rencontrent par l'entremise du peintre de paysages marins, Charles Mozin, et s'associent pour se consacrer à l'impression et à l'édition d'estampes originales (gravures et lithographies) au boulevard Montmartre à Paris. Grâce à la famille de Rittner, installée à Dresde, la compagnie a dès le début une portée internationale.
Elle édite essentiellement des estampes de reproduction suivant les procédés traditionnels de taille-douce et de lithographie à partir d'originaux, des œuvres de maîtres tels que Murillo, Michelange, Raphaël, Titien, Véronèse, ainsi que les peintres qui exposent au Salon de peinture et de sculpture (Paul Delaroche, Ingres, Achille Devéria, Dominique Papety, Charles Jalabert, Ary Scheffer, Horace Vernet, Léopold Robert, etc.). Pour cela, la compagnie fait appel à des graveurs de grande technicité tels que Adolphe Pierre Riffaut, Louis-Pierre Henriquel-Dupont, Luigi Calamatta, Théophile Victor Desclaux, Michele Fanoli, Jules et Alphonse François, Jean-Pierre-Marie Jazet, Paolo Mercuri et les lithographes Émile Lassalle, Adolphe Mouilleron.
Après la mort de Rittner, Goupil forme un partenariat avec Théodore Vibert qui est officialisé à Paris en 1842.
Dans un mouvement assez novateur pour le marché américain, la firme ouvre une filiale à New York en 1848 sous le nom de Goupil, Vibert et Cie. William Schaus devient le premier directeur de la succursale de New York, mais est remplacé par le fils d'Adolphe Goupil, Léon, puis en 1855 par Michel Knoedler, qui finit par racheter la participation de Goupil en 1857, mais les deux entités resteront en affaires jusqu'en 1914.
Adolphe Goupil et ses associés fondent Goupil & Cie en 1850, qui prend la forme d'une holding. Jusqu'en 1884, les associés d'Adolphe Goupil, sont successivement Alfred Mainguet (1850–1856), Léon Goupil (1854–1855), François Léon Boussod (1856–1884), Vincent van Gogh (marchand d'art) (1861–1872), Albert Goupil (1872–1884) et René Valadon (1878–1884). 
Jusqu'en 1861, l'entreprise se concentre sur l'achat, la vente et l'édition de tirages d'art. Pour alimenter un marché en pleine croissance, celui de l'édition d'art ciblant les classes moyennes, l'usine de Goupil, située en dehors de Paris, emploie des artisans qualifiés pour produire des copies de peintures gravées, photographiées et même sculptées en quantités considérables. Les reproductions de Goupil ont fait de son gendre Jean-Léon Gérôme, en particulier, un artiste bien connu. La Maison Goupil a également promu, via leurs reproductions imprimées, un nombre important d'œuvres de peintres italiens ayant travaillé pour la maison d'édition au cours des années 1870, notamment des peintures d'Alberto Pasini et de Francesco Paolo Michetti. Lorsque le marchand d'art Vincent van Gogh entre dans l'entreprise, les affaires s'ouvrent aux peintures et aux dessins, puis en 1872 aux images industrielles, y compris les procédures photographiques et héliographiques.
Dans les années 1860 et 1870, la maison Goupil tient un rôle de premier plan dans la promotion des artistes parisiens sur le marché de l'art international. Elle s'appuie sur un vaste réseau de marchands d'art et de collectionneurs pour distribuer la production de ses artistes français et étrangers. par ses intervention sur les marchés internationaux, elle vise non seulement à accroître le volume de ses ventes, mais cherche aussi à faire grimper la cote des œuvres. Ses relations dans le monde entier la mettent en contact avec des clients collectionneurs de la première génération, pour leur grande majorité novices mais compétents, prêts à payer les œuvres qu'ils convoitent à des prix nettement supérieurs à ceux du marché, dans une recherche de prestige personnel. Cette dimension internationale provoque fréquemment des rivalités pour les mêmes tableaux des deux côtés de l'Atlantique.
Le marchand Vincent van Gogh tombe malade et prend sa retraite en 1872, mais reste associé jusqu'en 1878. Ses fonctions sont reprises par René Valadon. À partir de ce moment, la société est entièrement entre les mains de la famille Goupil et de leurs gendres, François Léon Boussod et Louis René Valadon.
Le 12 janvier 1882, la société est à nouveau transformée et change de raison sociale, devenant Boussod, Valadon & Cie, successeurs de Goupil & Cie, associant François Léon Boussod, Louis René Valadon, Jean Baptiste Michel Adolphe Goupil et Jules Albert Goupil. 
En 1884, Adolphe Goupil décide de prendre sa retraite. Trois ans plus tard, du 25 au 27 mai 1887, le stock de la galerie est vendu aux enchères, « du fait du renouvellement de l'ancienne société Goupil & Cie »[réf. souhaitée]. En 1886, la société rachète la revue Paris illustré à Ludovic Baschet. La société commence également un partenariat iconographique avec Le Figaro illustré.
En 1897, Octave Bernard, futur fondateur de la Société de l'Estampe moderne (1918), entre en formation chez Goupil, avant de rejoindre la galerie Georges Petit en 1904.
En 1897, Jean Boussod, Michel Manzi et Maurice Joyant (1864-1930) fondent la société Manzi-Joyant et Cie, dans la continuité et la succession de Goupil. Cette société est dissoute en 1917. La société Boussod, Valadon et Cie a été refondée en 2021, sos l'impulsion de l'historien d'art Wouter van der Veen. Elle est aujourd'hui sise à Strasbourg et porte le nom commercial Van Gogh & Van Gogh.
Il est possible que Maurice Joyant poursuive l'activité de la galerie et des éditions parisiennes jusqu'en 1930.[réf. nécessaire]

### Fonctionnement de la société

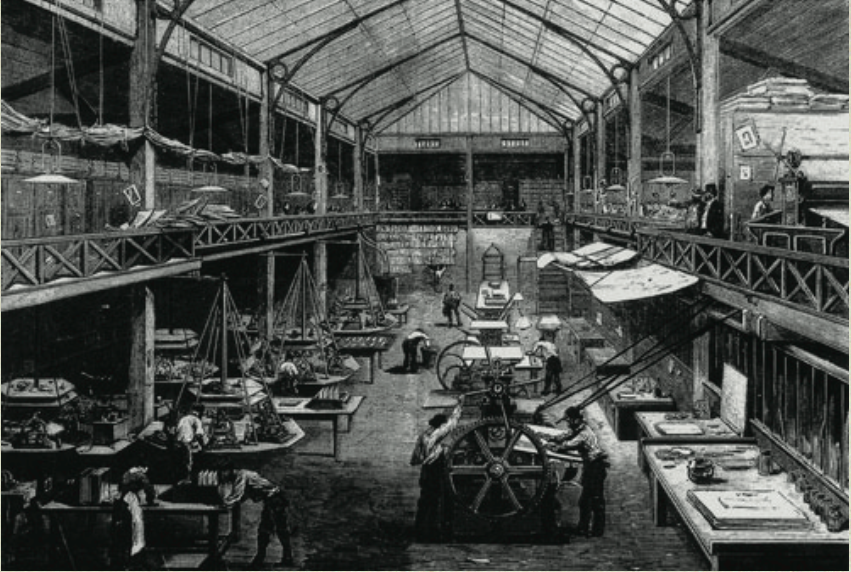
Les Ateliers Goupil à Asnières-sur-Oise, paru dans L'Illustration, 12 avril 1873.

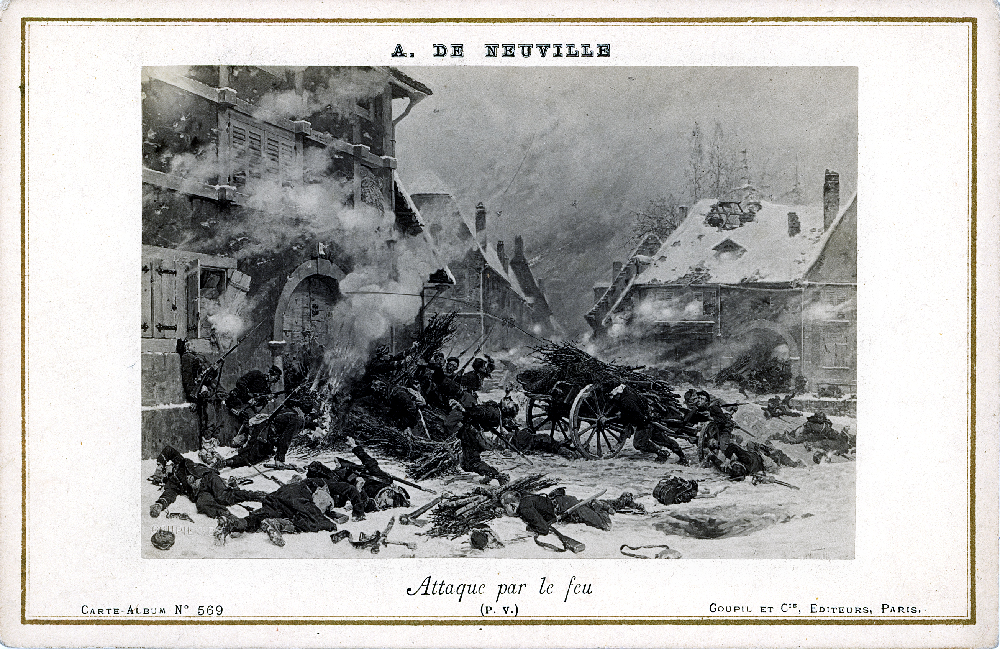
Carte album Goupil et Cie éditeur reproduisant un tableau d'Alphonse de Neuville.

Goupil et ses associés font travailler les graveurs et lithographes les plus compétents et n'hésitent pas à faire appel à des techniques moins onéreuses : eau-forte, aquatinte, manière noire mêlées au burin, ainsi qu'à la technique photographique dès 1853, publiant des albums avec des photographies de Félix Teynard et F. A. Renard. Ils améliorent encore la qualité d'impression en achetant en 1867, les droits d'exploitation du procédé « Woodbury » (photoglyptie) pour la France. La photoglyptie permet de produire en grande quantité des images d'un aspect proche d'un tirage argentique et ne s'altérant pas à la lumière. Ils l'utiliseront jusqu'à la découverte d'abord de la photogravure, puis de la typogravure, perfectionnée par Michel Manzi, qu'ils adoptent et diffusent à l'ensemble de la profession dès 1873, notamment aux Ateliers d'Asnières ouverts en 1869, véritables laboratoires de la photomécanisation et jusqu'à la fermeture de l'établissement en 1921. 
De 1871 à 1885, ils ont un contrat d'exclusivité avec le peintre Giovanni Boldini. En 1887, sa galerie est connue sous le nom de « Boussod, Valadon et Cie » et signe un contrat avec Léon Lhermitte dans lequel celle-ci s'engage à lui acheter toute sa production avec abandon du droit de reproduction à charge pour elle de lui fournir ses encadrements. Lhermitte touche en plus la moitié des bénéfices sur la vente de ses œuvres hormis quelques-unes. L'acheteur potentiel ne traite plus avec l'artiste, mais avec la galerie et paye 133 % de plus, l'artiste gagnant lui aussi 66 % de plus qu'en traitant directement. 
Goupil & Cie est également, à la fin du XIXe siècle, éditeur de périodiques, produisant des revues grand format contenant en plus d'articles critiques des gravures photocomposées en noir ou en couleurs : Le Théatre (1898-1914), Les Modes (1901-1937) et Les Arts (1902-1920).

## Galeries et filiales
- Paris :
  - Siège administratif et entrepôts : 9 rue Chaptal ;
  - Salons d'exposition : 9 boulevard Montmartre et 2 place de l'Opéra.
  - Dernière adresse : 15 rue de la Ville-l'Évêque[19].
- New York :
  - 289 Broadway.
- La Haye :
  - Plaats 14 & 21.
- Bruxelles :
  - 58 rue Montagne de la Cour.
- Londres :
  - 17 Southampton Street, fondée par Ernest Gambart (1840) ;
  - 25 Bedford Street, Strand (1875).
  - 116-117 New Bond Street (1883)
  - 5 Regent Street (1893-1931)[20],[21].
- Berlin :
  - Charlottenstrasse 63.

## Conservation et mémoire
Créé en 1991, le Musée Goupil - Conservatoire de l'image industrielle est destiné à présenter les archives de la maison Goupil & Cie et montrer l'évolution de la mécanisation de la production des images est au centre de sa mission. Le musée fonctionne actuellement comme un cabinet d'arts graphiques. Les collections Goupil conservent 70 000 photographies, 46 000 estampes, 7 200 matrices (cuivres gravés, pierres lithographiques, blocs typogravures et chromotypogravures, négatifs sur verre), 1 000 livres et revues illustrées.
Une société de ventes en ligne reprend le même nom en 2021, basée à Hong Kong et n'a rien à voir avec l'histoire de cette maison.